# Reacción de Adkins-Peterson
La reacción de Adkins-Peterson es un método de oxidación del metanol con oxígeno del aire para preparar formaldehído. Se utilizan óxidos de metales como catalizadores, tales como óxidos de hierro, trióxido de molibdeno o sus combinaciones. 
La reacción fue desarrollada por Homer Burton Adkins y Wesley R. Peterson.